# Cystidiodontia
Cystidiodontia — рід грибів родини Cystostereaceae. Назва вперше опублікована 1983 року.

## Класифікація
До роду Cystidiodontia відносять 3 види:
- Cystidiodontia artocreas
- Cystidiodontia isabellina
- Cystidiodontia laminifera